# Saint-Just-le-Martel
 Saint-Just-le-Martel  (en occitano Sent Just) es una población y comuna francesa, situada en la región de Lemosín, departamento de Alto Vienne, en el distrito de Limoges y cantón de Limoges-Panazol.

## Demografía
| 965 | 1044 | 1213 | 1530 | 1825 | 1959 | 2399 |
| Para los censos de 1962 a 1999 la población legal corresponde a la población sin duplicidades (Fuente: INSEE [Consultar]) |      |      |      |      |      |      |